# Acracia
Acracia est une revue mensuelle d'orientation anarchiste publiée en espagnol à Barcelone de janvier 1886 à juin 1888,.

## Historique
Entre janvier 1886 et juin 1888, la revue mensuelle publie trente numéros et un supplément.
Sous-titrée Revista sociológica, l'administration est assumée par Salvador Peris puis par Bienvenido Rius.
La rédaction est animée par Rafael Farga i Pellicer, Anselmo Lorenzo, Ricardo Mella et Fernando Tarrida del Mármol.